# Стоктон (Іллінойс)
Стоктон (англ. Stockton) — селище (англ. village) в США, в окрузі Джо-Дейвісс штату Іллінойс. Населення — 1728 осіб (2020).

## Географія
Стоктон розташований за координатами 42°21′8″ пн. ш. 89°59′59″ зх. д. / 42.35222° пн. ш. 89.99972° зх. д. (42.352147, -89.999762).  За даними Бюро перепису населення США в 2010 році селище мало площу 4,13 км², уся площа — суходіл. В 2017 році площа становила 4,49 км², уся площа — суходіл.

## Демографія
Згідно з переписом 2010 року, у селищі мешкали 1862 особи в 794 домогосподарствах у складі 499 родин. Густота населення становила 450 осіб/км².  Було 867 помешкань (210/км²).
Расовий склад населення:
| - 98,5 % — білих - 0,4 % — азіатів - 0,2 % — чорних або афроамериканців - 0,1 % — корінних американців |

До двох чи більше рас належало 0,8 %. Частка іспаномовних становила 1,9 % від усіх жителів.
За віковим діапазоном населення розподілялося таким чином: 22,4 % — особи молодші 18 років, 55,4 % — особи у віці 18—64 років, 22,2 % — особи у віці 65 років та старші. Медіана віку мешканця становила 43,6 року. На 100 осіб жіночої статі у селищі припадало 92,0 чоловіків;  на 100 жінок у віці від 18 років та старших — 89,6 чоловіків також старших 18 років.
Середній дохід на одне домашнє господарство  становив 47 642 долари США (медіана — 37 500), а середній дохід на одну сім'ю — 58 056 доларів (медіана — 42 155). Медіана доходів становила 34 474 долари для чоловіків та 26 424 долари для жінок. За межею бідності перебувало 16,1 % осіб, у тому числі 21,0 % дітей у віці до 18 років та 4,3 % осіб у віці 65 років та старших.
Цивільне працевлаштоване населення становило 868 осіб. Основні галузі зайнятості: виробництво — 22,4 %, освіта, охорона здоров'я та соціальна допомога — 19,2 %, роздрібна торгівля — 15,0 %.